# Les Humanoïdes Associés
Les Humanoïdes Associés ("Humanoïdes") é uma editora franco- americana especializada em quadrinhos e graphic novels. Fundada em dezembro de 1974 pelos quadrinhistas Mœbius, Jean-Pierre Dionnet, Philippe Druillet e o diretor financeiro Bernard Farkas para publicar a revista Métal Hurlant.
A editora rapidamente se expandiu para incluir uma variedade de obras de ficção científica, apresentando temas maduros que não eram comuns no Mundo dos quadrinhos franco-belga. Considerados revolucionários na forma de quadrinhos da época, principalmente por seu foco no gênero ficção científica, os trabalhos encontrados em Humanoïdes inspiraram muitas gerações de autores e cineastas.

## História
Em dezembro de 1974, o crítico e roteirista Jean-Pierre Dionnet, os escritores-artistas Philippe Druillet e Mœbius, junto com o empresário Bernard Farkas, decidiram criar Les Humanoïdes Associés para publicar uma revista de ficção científica trimestral. A primeira edição da Métal Hurlant foi publicada em janeiro de 1975, tendo Jean-Pierre Dionnet como editor.
A revista publicou principalmente trabalhos de ficção científica e fantasia, mas a Dionnet valorizou a diversidade e publicou trabalhos de Chantal Montellier, bem como de Philippe Druillet.
Dionnet também se esforçou para publicar autores estrangeiros - a primeira edição apresentou o artista americano Richard Corben, a segunda edição apresentou o colega americano Vaughn Bodé, junto com o brasileiro Sergio Macedo, o suíço Daniel Ceppi, o holandês Joost Swarte, etc.
Já em 1975, duas histórias em quadrinhos foram publicadas: Jason Muller, de Claude Auclair, e Rolf, de Richard Corben. Um número crescente de histórias em quadrinhos foi publicado nos anos seguintes (10 em 1976, 15 em 1977, 17 em 1978, 28 em 1979, 38 em 1980, etc.) Os títulos eram em sua maioria de autores que apareceram na revista, como Druillet, Mœbius (Arzach foi publicado em 1976), Jacques Tardi, etc. No entanto, Humanoïdes também publicou outros autores, como o italiano Hugo Pratt, além dos clássicos americanos Conan, o Bárbaro, Spirit, Nick Fury e o clássico britânico Dan Dare. Humanoïdes também publicou um punhado de obras picantes, como a erótica Gwendoline de John Willie. Em 1977, Humanoïdes publicou seu primeiro compêndio de imagens com o Necronomicon de HR Giger.
As publicações da Humanoïdes permitiram-lhe obter uma base financeira considerável, que se revelou bastante útil perante uma série de percalços de gestão (taxas de empréstimos exorbitantes, elevados custos de produção, não pagamento de quotas, etc.). As publicações também geraram uma série de marcas expressivas, como Xanadu, que apresentou quadrinhos americanos em grande escala (nove volumes entre 1983 e 1985), e Autodafé, que publicou quadrinhos em forma de romance. Autodafé (seis volumes foram publicados em 1982–1983) foi o primeiro mangá a ser distribuído nas livrarias francesas.
De 1976 a 1978, a Humanoïdes publicou uma segunda revista; intitulada "Ah! Nana", tendo foco feminista. Sua editora (Janic Guillerez, com contribuições iniciais de Anne Delobel) e principais contribuintes eram quase todas mulheres. Foi um projeto inovador principalmente se levar em consideração a predominância masculina da área. A revista foi muito prejudicada devido ao baixo número de vendas, também não ajudou ter seu material voltado exclusivamente para adultos.
Em maio de 1977, a revista Ciné Fantastic foi publicada, mas foi cancelada após um único número. Vários anos depois, Dionnet percebeu um aumento no número de revistas disponíveis nas livrarias e procurou aumentar a presença da editora Les Humanoïdes Associés. Lança as revistas Métal (hurlant) Aventure, com foco na aventura, e Rigolo!, com enfoque humorista, ambas em 1983, mas só foram publicadas até 1984 e 1985, respectivamente.
Em 1977, a Métal Hurlant ganhou atenção mundial ao ser traduzida para o inglês e distribuída na América do Norte e nos países da Commonwealth sob o nome de Heavy Metal. A Heavy Metal trouxe principalmente autores europeus no início de sua publicação, mas com o passar do tempo foi introduzindo autores americanos. Foi responsável por introduzir os quadrinhos europeus no mercado norte-americano, onde artistas como Mœbius começaram a ser notados. No final da década de 1980, a Heavy Metal se tornou completamente independente de Les Humanoïdes Associés. Em 2020, ela ainda está sendo publicada.
Essa mistura de sucessos e fracassos financeiros levou a uma situação difícil para a editora. Em abril de 1980, a empresa foi dividida entre uma gráfica espanhola (um grande credor) e vários acionistas privados, principalmente pessoas que haviam estado associadas ao início da empresa (como Druillet, Mœbius, Margerin e Gillon).

#### Renovação
Em 1988, a editora e seu catálogo (incluindo a Métal Hurlant) foram adquiridas pelo editor e produtor suíço Fabrice Giger, de 23 anos, que a transformou em uma empresa de desenvolvimento de propriedade intelectual. Em menos de duas décadas, a empresa desenvolveu um dos catálogos mais respeitados do mundo, apresentando autores como Moebius, Alexandro Jodorowsky, Enki Bilal, Milo Manara e Juan Gimenez, e livros de vários gêneros, todos destinado a leitores maduros. O sucesso levou Giger a abandonar sua editora original em 1994, após esforços malsucedidos para integrar seu catálogo distinto ao da Humanoïdes, em vez de concentrar toda sua energia na Humanoïdes.
Uma série de crises adicionais (incluindo uma tentativa hostil de aquisição evitada em 1993-1995 pela editora parisiense Hachette, considerada por Giger como a hora mais negra de Humanoïdes), levou a Humanoïdes a ser colocada em administração (procedimento de insolvência), ela conseguiu sair deste processo após 18 meses no final de 2009. Desde então, a empresa teve um sucesso renovado com uma série de novas séries, como Cruzadas, La Légende des nuées écarlates, Les Épées de verre, Carthago e Le Manoir des murmures.
A Humanoïdes também tentou publicar mangás europeus, como Omega e BB Project. Esses títulos foram publicados no formato tradicional de mangá, mas a Humanoïdes também fez experiências com publicações do tipo manga em um estilo mais europeu. A série Ecube é um exemplo desse gênero misto, escrito por Iovinelli e ilustrado por Dall Oglio. Cruzadas, outro exemplo desse estilo misto, tem autores europeus, mas um ilustrador chinês.

### Os mercados norte-americano e japonês
A Humanoids Publishing, Inc. ("Humanoids") foi fundada nos Estados Unidos em 1999 por Giger, onze anos após sua aquisição da matriz francesa, com o objetivo de publicar clássicos cult franceses, bem como recrutar talentos americanos. Uma série de obras francesas de sucesso foram publicadas, incluindo Bouncer, Metabarons, Technopriests, The White Lama, The Incal e outros. Em 2002, a Humanoids começou a publicar uma versão em inglês da novo Métal Hurlant (não confundir com a revista Heavy Metal ainda em circulação), que duraria apenas dois anos.
Em janeiro de 2004, a Humanoids assinou um acordo com a DC Comics com o objetivo de integrar as publicações da Humanoids no catálogo da DC Comics. Este acordo permitiu à Humanoids ganhar maior visibilidade no mercado, enquanto a DC Comics obteve os direitos de distribuição das versões em inglês das obras da Humanoids.  Certos trabalhos publicados desde 1998 foram reimpressos, enquanto novos títulos também foram traduzidos para o inglês (El Niño, Megalex, Basil e Victoria, etc.). No entanto, os livros eram caros e o sucesso limitado, levando a DC Comics a anunciar o fim do acordo em abril de 2005.
Em 2007, um acordo foi assinado com a Image Comics para publicar Lucha Libre na América do Norte. Em julho de 2008, a Humanoids iniciou uma parceria com a Devil's Due para publicar novas traduções de obras francesas.  Essas histórias em quadrinhos foram publicadas no formato clássico de quadrinhos americanos para não afastar os leitores americanos.  Novas obras foram traduzidas, como The Zombies That Ate The World e I Am Legion.
Em 2010, a Humanoids cancelou o acordo com a Devil's Due e começou a publicar suas próprias obras traduzidas na América do Norte. Seguindo sua prática padrão, a empresa optou por publicar traduções antigas, bem como novas obras europeias e americanas. As edições pós-2010 da Humanoids também são lançadas no mercado do Reino Unido, com exceção de alguns primeiros lançamentos que foram licenciados para editoras locais, como Titan Books.
O site oficial da editora afirma que "desde 1998 a Humanoids foi a única editora de origem europeia com uma presença direta nos Estados Unidos e, desde 2014, a única empresa não japonesa que publica suas histórias em quadrinhos diretamente no Japão, sob a marcaユ マ ノ イ ド ("Humanoido") ". Uma reminiscência do acordo que a Humanoids fez com a DC Comics, os livros em japonês recentes são co-lançados com a editora japonesa PIE Books International.

#### Mudança de sede
Em 2013, Giger decidiu mudar a sede de sua editora de Paris para Los Angeles, o que reverteu a situação até então existente, com Paris agora se tornando uma subsidiária em escala reduzida da empresa-mãe americana. Conforme declarado no site oficial da empresa, a mudança refletiu as ambições de Giger de reestruturar a empresa em uma "grande empresa audiovisual", fazendo "acordos com vários parceiros internacionais e baseados em Los Angeles", que levou à criação da "Divisão de Produção Humanoids" em 2015.

### Histórias em quadrinhos em formato digital
A década de 1990 viu o desenvolvimento em larga escala da tecnologia de TI tornar-se acessível ao grande público, bem como a chegada da Internet nas casas dos usuários individuais. A Humanoïdes começou a investigar a viabilidade de digitalizar seu acervo. No entanto, as resoluções de tela e largura de banda eram muito baixas para permitir o uso satisfatório. O formato do CD-ROM foi então escolhido, com The Nikopol Trilogy de Enki Bilal e Gulliveriana de Manara sendo publicados como parte da coleção "Digital Comics". As vendas foram decepcionantes, no entanto, e os editores de quadrinhos voltaram ao formato de papel tradicional.
No final dos anos 2000, os smartphones estavam proliferando, o que deu a Humanoïdes a oportunidade de fazer novos avanços na digitalização de quadrinhos. A nova mídia, apelidada de "VideoComics", permitiu que os usuários de smartphones experimentassem os quadrinhos com trilhas sonoras, vídeos e até mesmo dubladores. Uma série de empresas de TI e web manifestaram interesse nesta nova forma de distribuição de quadrinhos, e a Humanoïdes deu a duas delas os direitos de distribuição digital de seus trabalhos.
O mais recente desenvolvimento na distribuição digital de quadrinhos foi o uso generalizado de tablets. Esta tecnologia levou a Humanoïdes a digitalizar sistematicamente todo o conteúdo do seu catálogo, de forma a disponibilizar as suas histórias em quadrinhos no seu site. Muitas vezes, novas publicações estão disponíveis online antes mesmo de serem lançadas nas livrarias, graças ao streaming online.
Em 2015, a editora concluiu a digitalização de todo o seu catálogo.

## Impressões
- Big apresenta uma linha de quadrinhos para jovens leitores.
- Life Drawn apresenta histórias em quadrinhos com foco em diversos temas sociais de diferentes criadores.
- O Jodoverso (Jodoverse em inglês) é um universo compartilhado criado pelo cineasta Alejandro Jodorowsky.
- H1 apresenta o próprio universo compartilhado da Humanóides, onde um misterioso evento mundial transforma muitas pessoas comuns em super-humanos.

## Publicações

### Lista selecionada
- As Aventuras de Freddy Lombard
- Garagem hermética
- Arzach
- Brigada da Ordem Negra
- Domu: o sonho de uma criança
- Exterminator 17
- The Hunting Party
- O incal
- Lucha Libre
- Metabarons
- Tecnopriests
- Os zumbis que comeram o mundo

### Meta-série

#### Ouniversoincal
Inicialmente criado por Jodorowsky e Moebius especificamente para o primeiro romance gráfico, Incal, o universo foi se desenvolvendo gradualmente em um número maior de séries, tais como Metabarões, Megalex, ou Technopriests.
O universo se desenvolveu a tal ponto que os editores criaram um blog específico dedicado a vincular suas várias histórias. O mundo Incal tem atualmente 35 volumes publicados, e a Les Humanoïdes continua seu desenvolvimento na Castaka e no Incal Final.

#### Lucha Libre
Criação de Jerry Frissen, Lucha Libre é o segundo mundo importante publicado pela Les Humanoïdes Associés. A série mostra coletores mexicanos aposentados e fracassados em suas peregrinações urbanas. Publicado pela primeira vez na França em pequenos volumes rotulados de "antologias", foram posteriormente republicados em uma forma mais tradicional de capa dura.

#### Santuário
Sanctum começou com um primeiro volume publicado em 2001, com Xavier Dorison como escritor e Christophe Bec como ilustrador. Desde então, tornou-se proeminente na coleção Humanoids. Em 2007, a série foi reinventada como Sanctum Redux pelos escritores Stephane Betbeder e Riccardo Crosa, usando o mesmo enredo do original, mas com ilustrações no estilo mangá. Sanctum difere de The Incal, Lucha Libre e Carthago porque, em vez de narrar diferentes histórias que acontecem no mesmo universo, ele reconta a mesma história de maneiras diferentes.

### Periódicos publicados
- Métal hurlant (1975-1987, 2002-2004)
- Ah ! Nana (1976-1978)
- Casablanca (1982)
- Métal hurlant Aventure (1983-1985)
- Rigolo ! (1983-1984)
- Shogun Mag (2006-2007)